# Kazajistán en los Juegos Paralímpicos de Atenas 2004
Kazajistán estuvo representado en los Juegos Paralímpicos de Atenas 2004 por ocho deportistas, seis hombres y dos mujeres. El equipo paralímpico kazajo no obtuvo ninguna medalla en estos Juegos.